# Фотохром

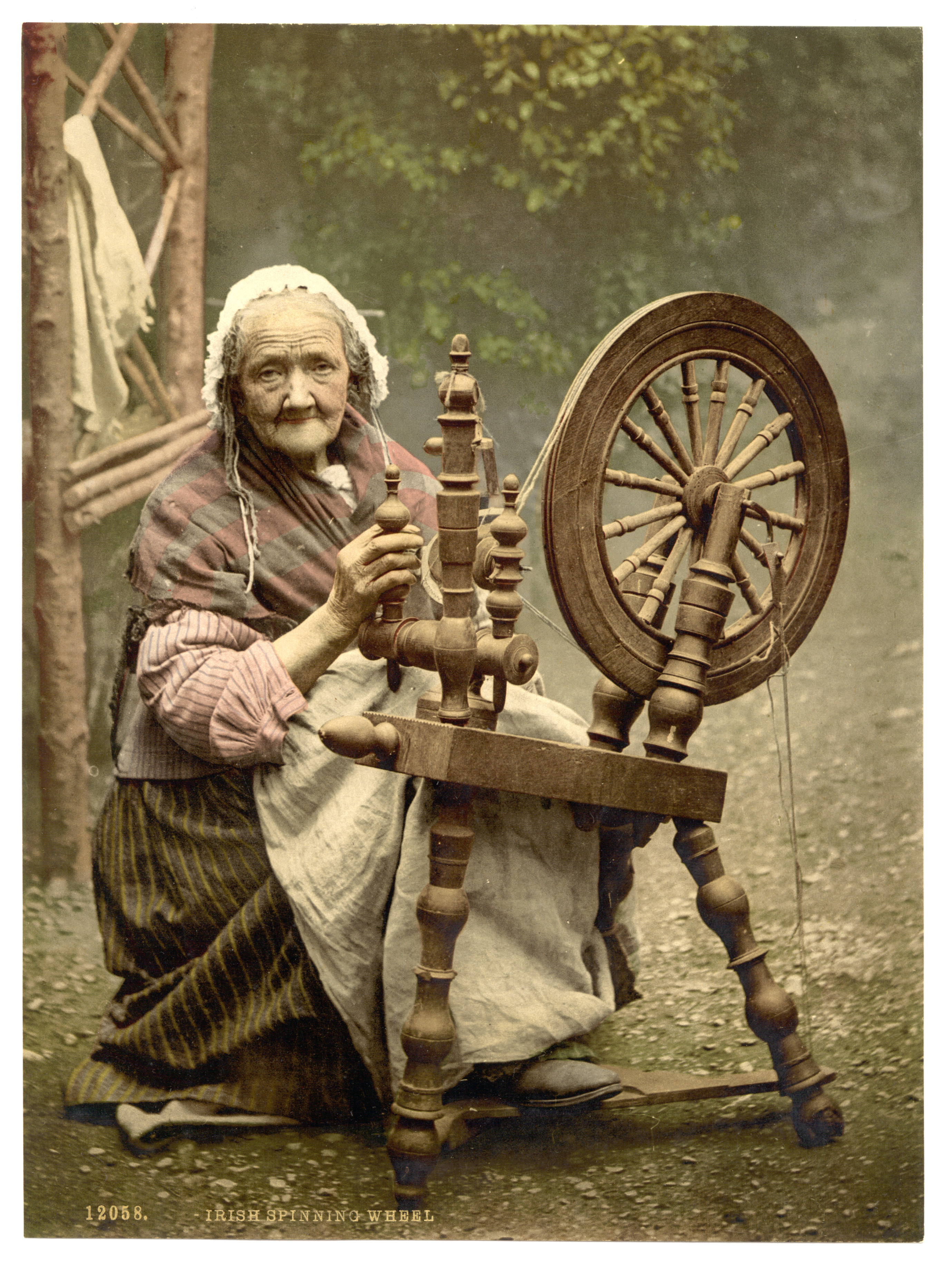
Фотохром пожилой ирландки с прялкой. 1890-е гг.

Фотохром (Photochrom, Fotocrom, Photochrome, Aäc process) — процесс создания цветных изображений на основе раскрашенных фотонегативов путём прямого переноса на литографические печатные формы. Фотохром является подвидом хромолитографии.
Изобретатель процесса — Ханс Якоб Шмидт (1856—1924).
В 1890-х годах фотохром стал очень популярным явлением, тогда как истинная цветная фотография была ещё не способна соперничать с фотохромом из-за сложности технологии.
Последний принтер, работавший по технике фотохрома, прекратил свою работу в 1970 г.

## Технология
В процессе использовались литографические камни-известняки: ровно отполированный камень, покрытый тонким слоем очищенного битума, растворенного в бензоле, подвергался экспонированию дневным светом через черно-белый негатив.
В зависимости от интенсивности светового потока продолжительность экспозиции составляла от 10-30 минут летом до нескольких часов зимой. В результате битум затвердевал под воздействием света тем сильнее, чем прозрачнее была область негатива над ним. Незасвеченные и, как следствие, незатвердевшие участки удалялись путём промывания всей пластины скипидаром. После получения фотоотпечатков (битумных позитивов) они ретушировались для нанесения каждого цвета.
Фотохромы печатались с нескольких пластин, каждая из которых соответствовала определенному цвету. Количество цветных оттенков для одного изображения варьировалось от 10 до 15 штук, но, как, правило, их было не меньше шести.

## Галерея

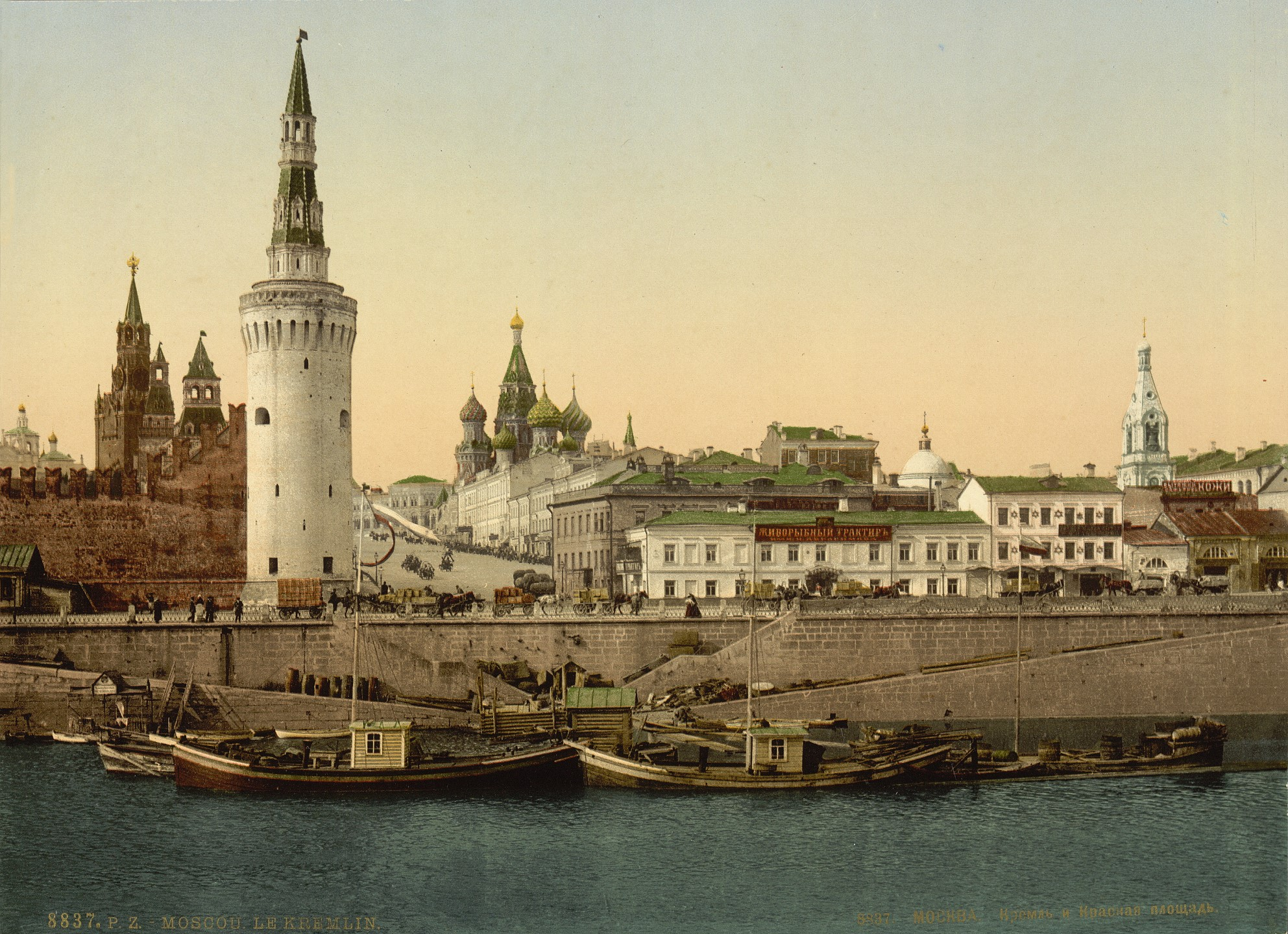
Москва, Беклемишевская башня и Васильевский спуск в 1896 году. Фотохром Петра Павлова
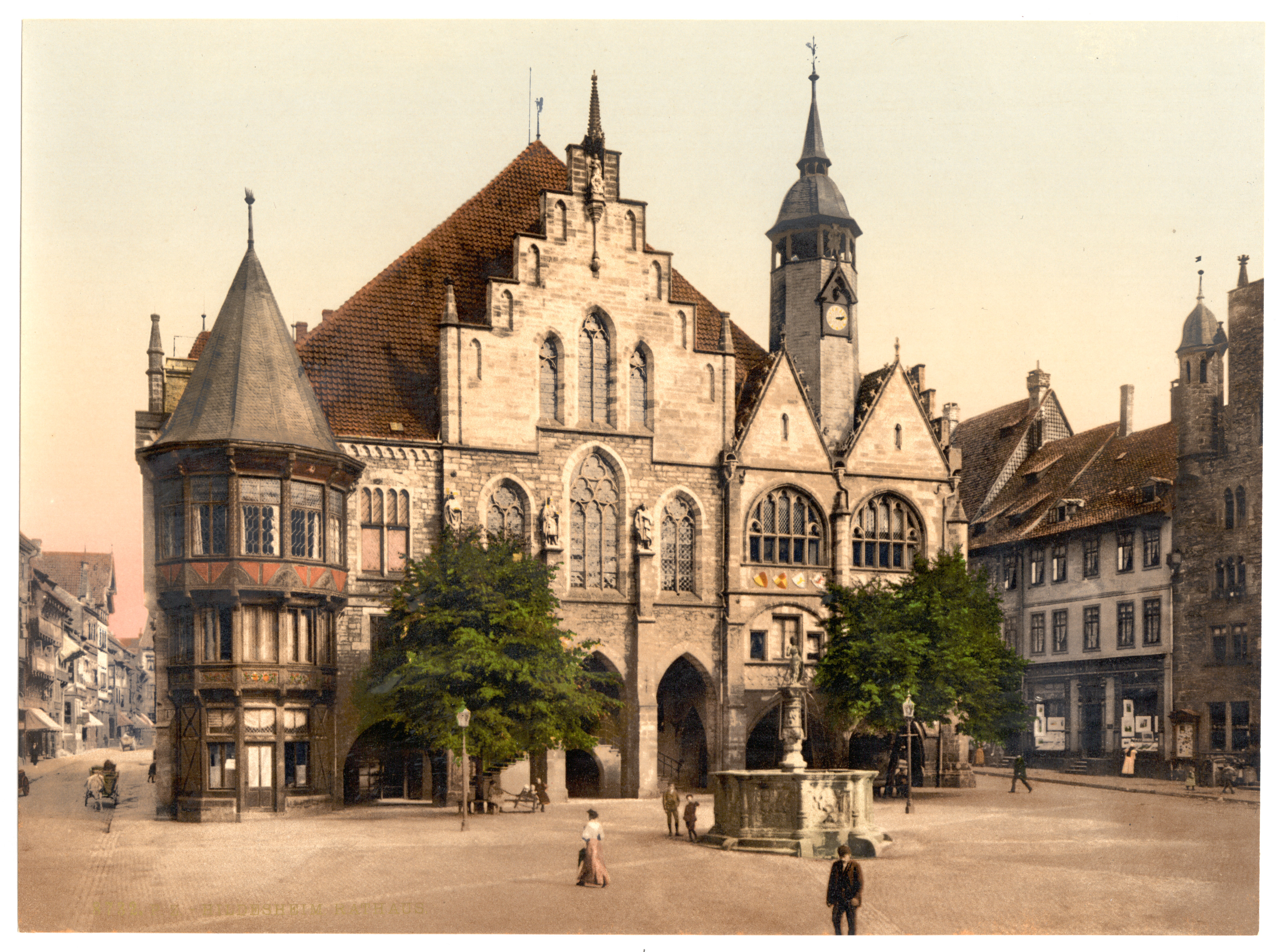
Ратуша города Хильдесхайм, 1890-е гг
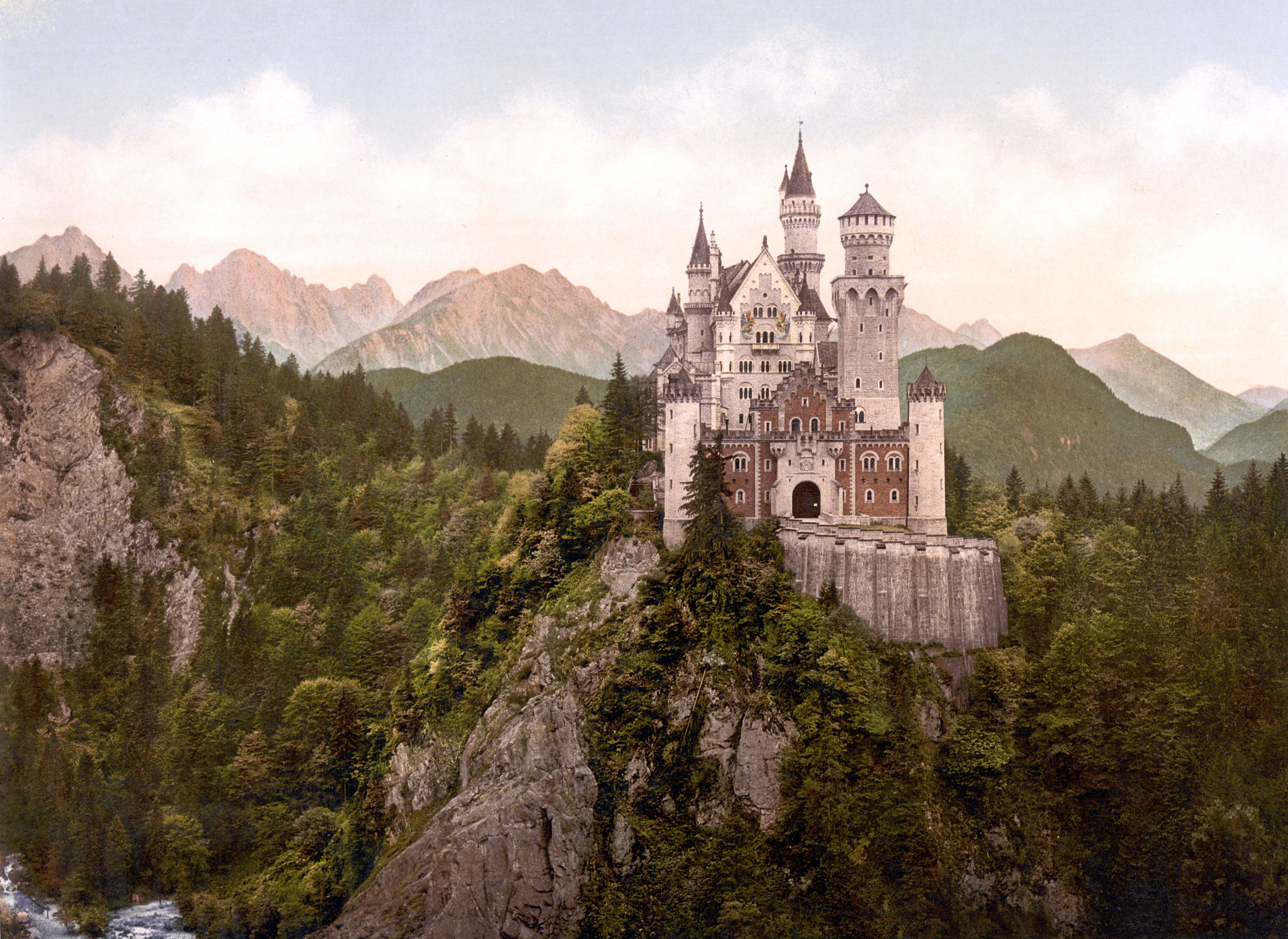
Замок Нойшванштайн, 1890-е гг
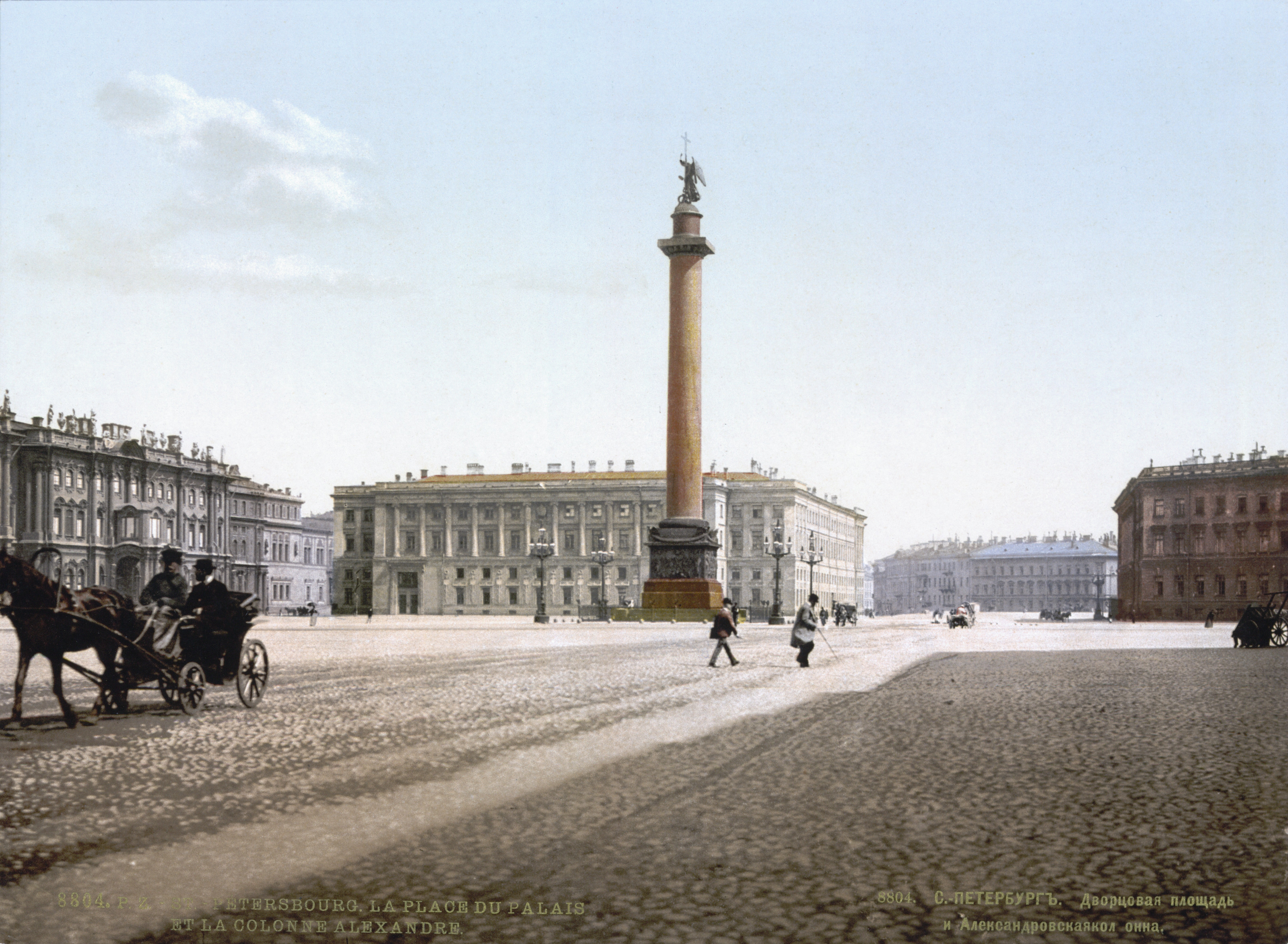
Санкт-Петербург, Александровская колонна на Дворцовой площади в 1896 году. Фотохром Петра Павлова
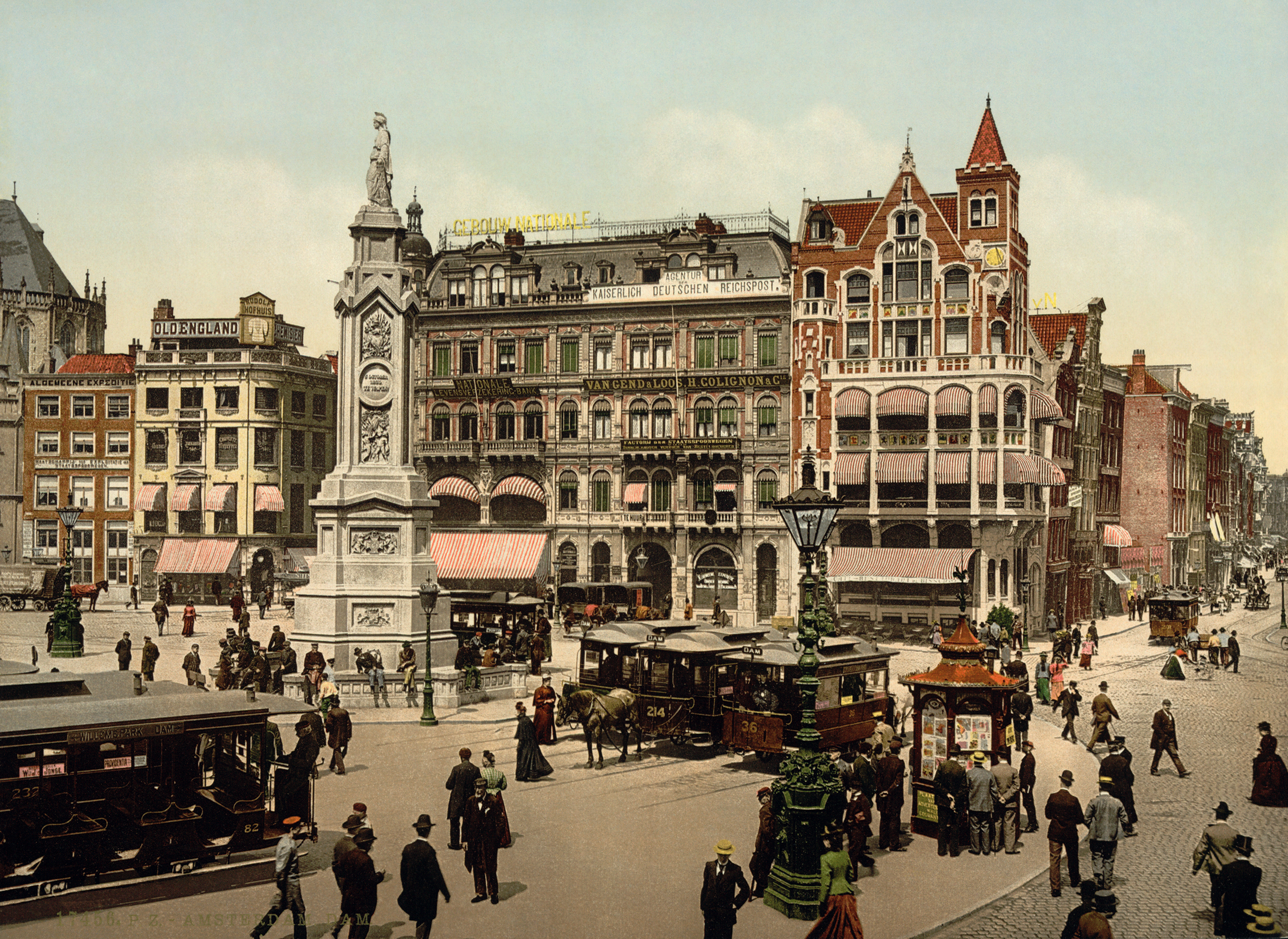
Амстердам, 1890-е гг
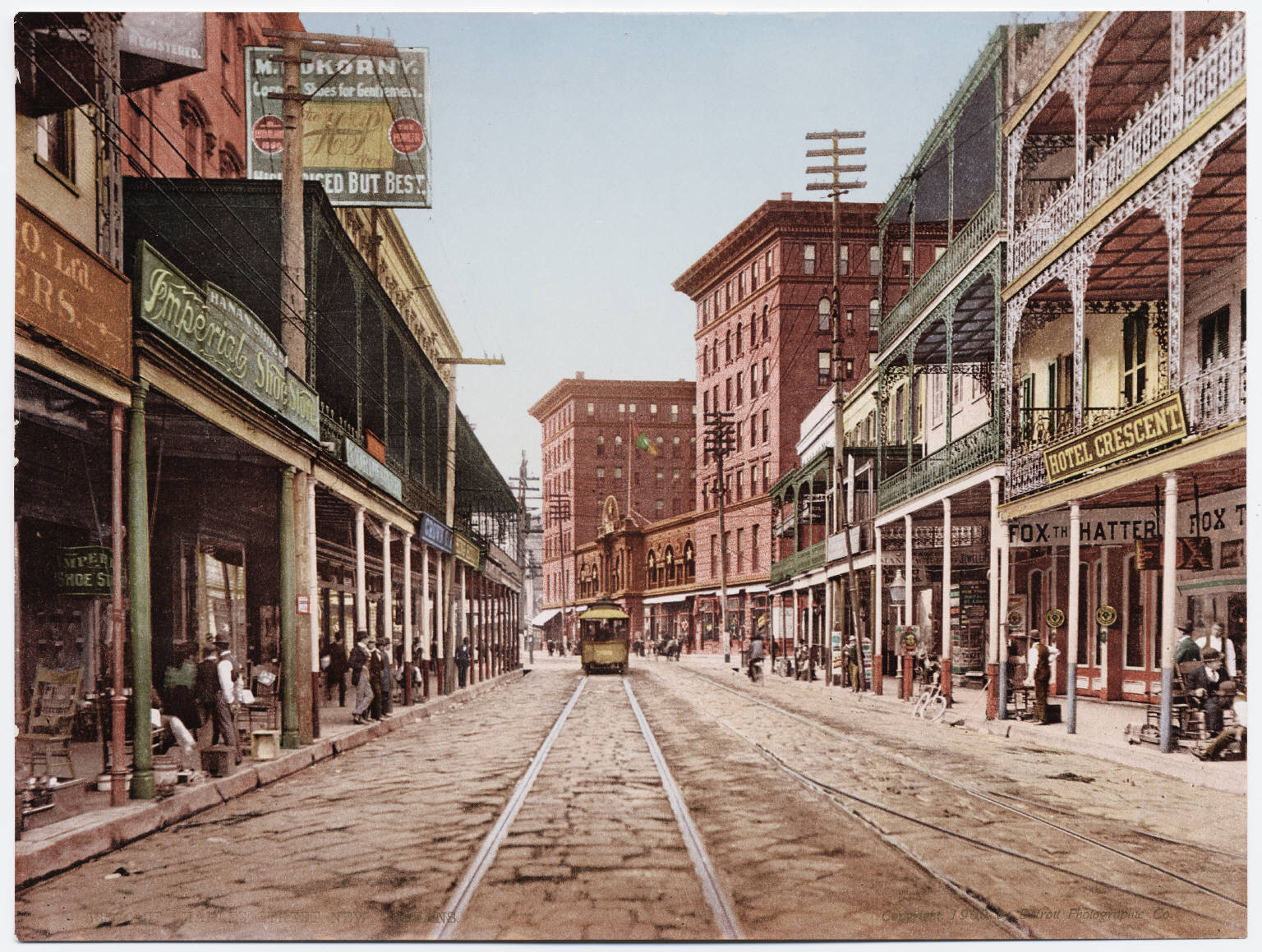
Новый Орлеан, около 1900 года
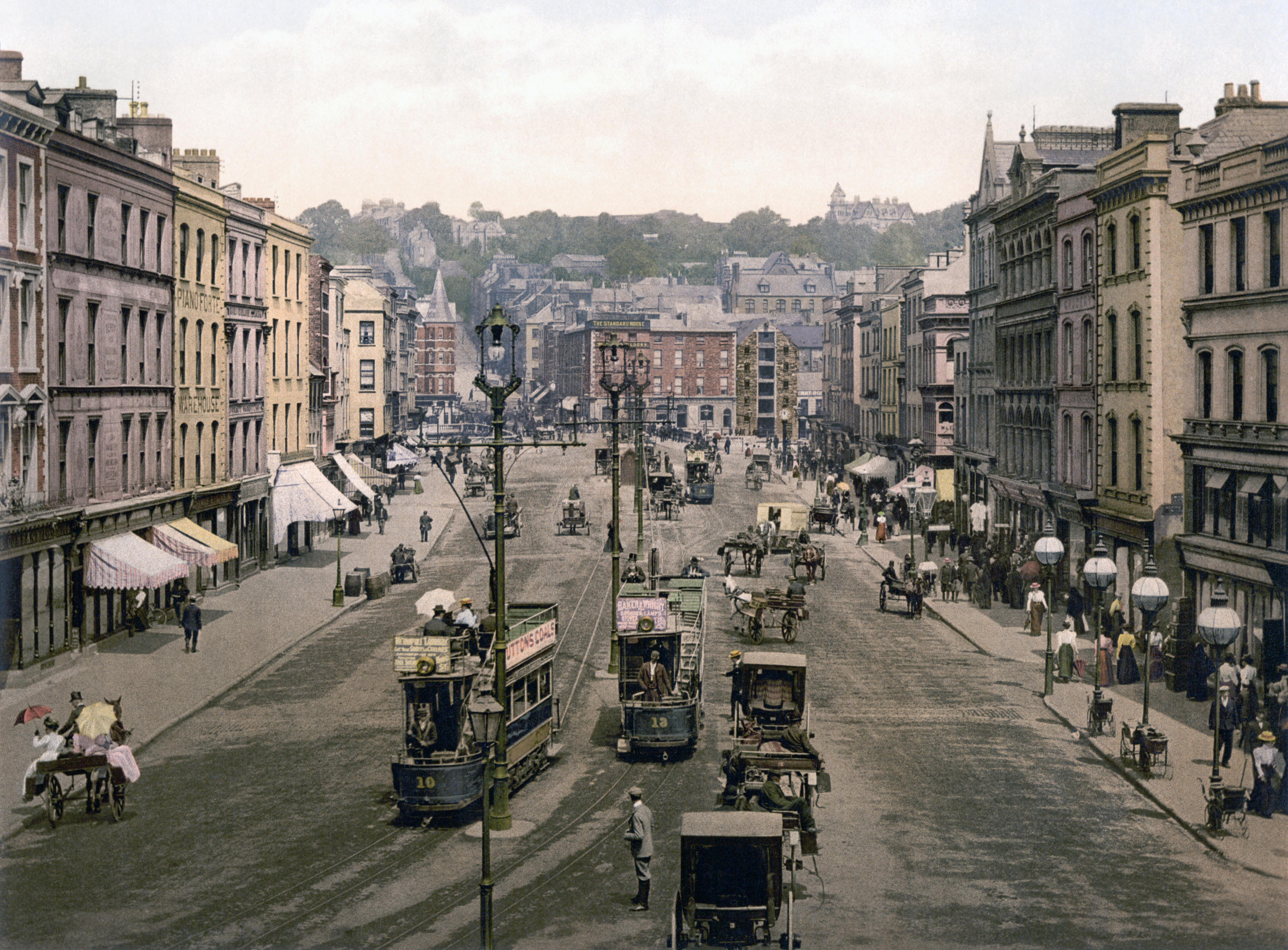
Корк, 1890-е гг
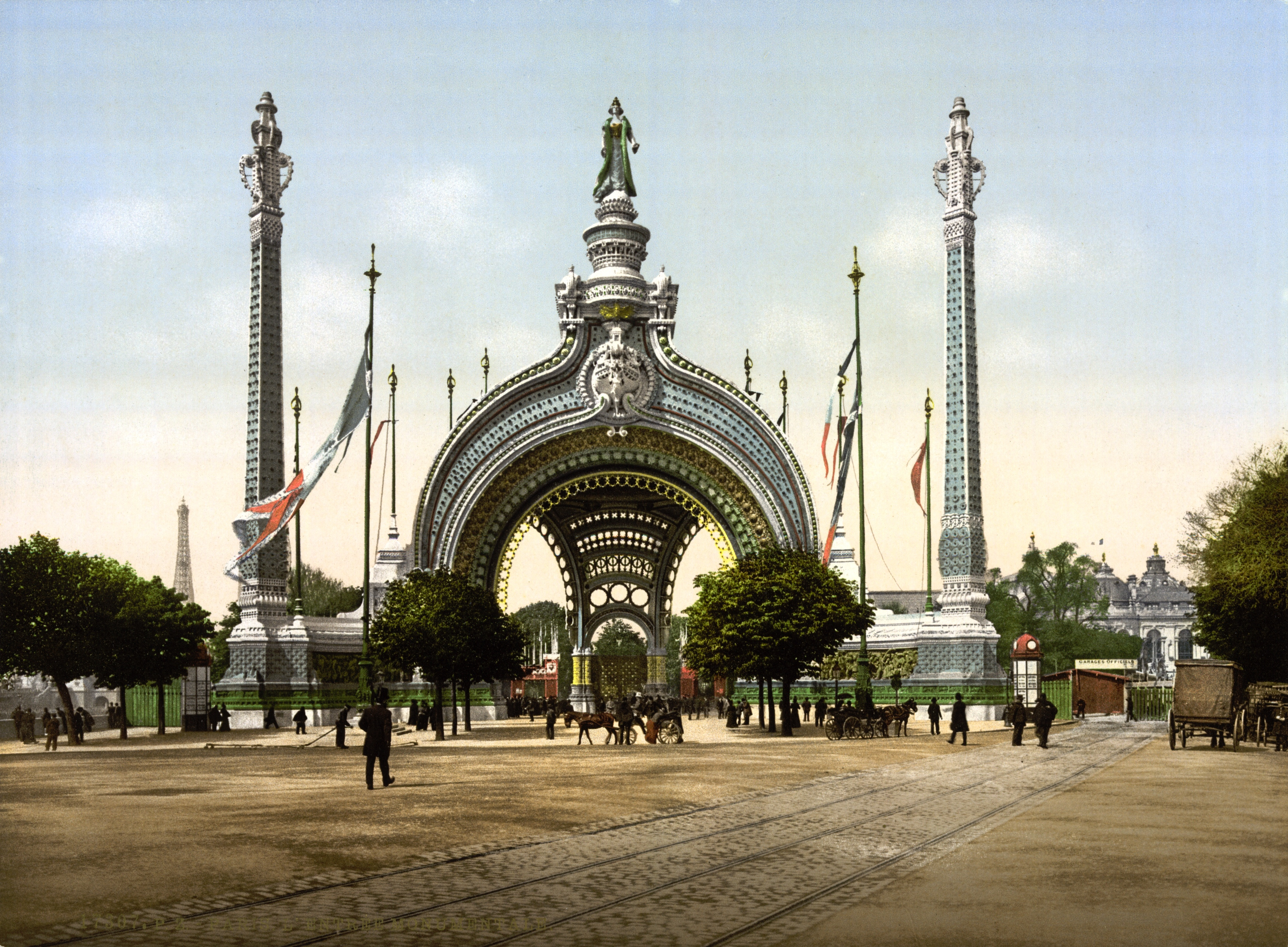
Париж, Всемирная выставка, главный вход, 1900 год
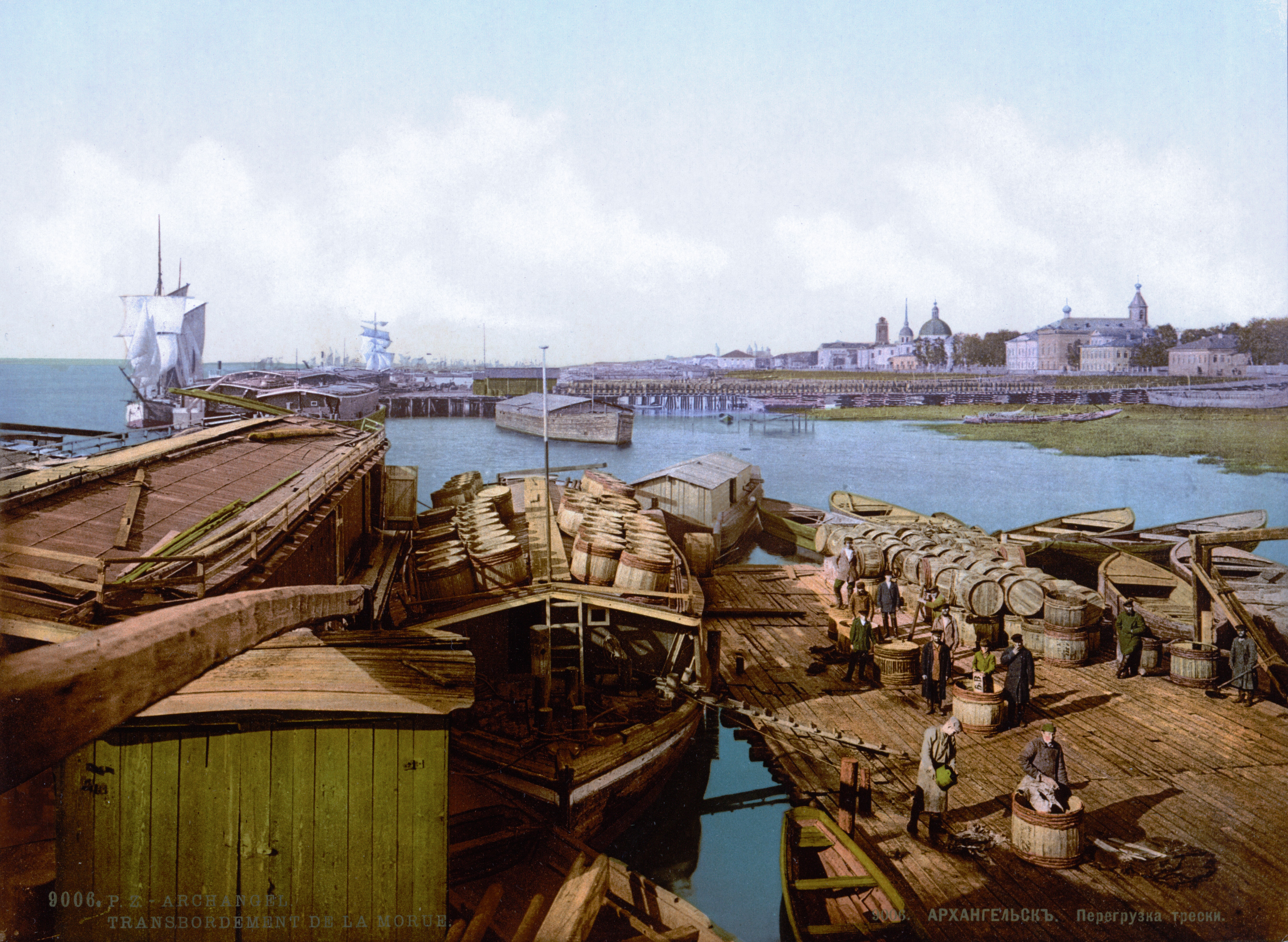
Перегрузка трески в Архангельском порту в 1896 году. Фотохром Петра Павлова
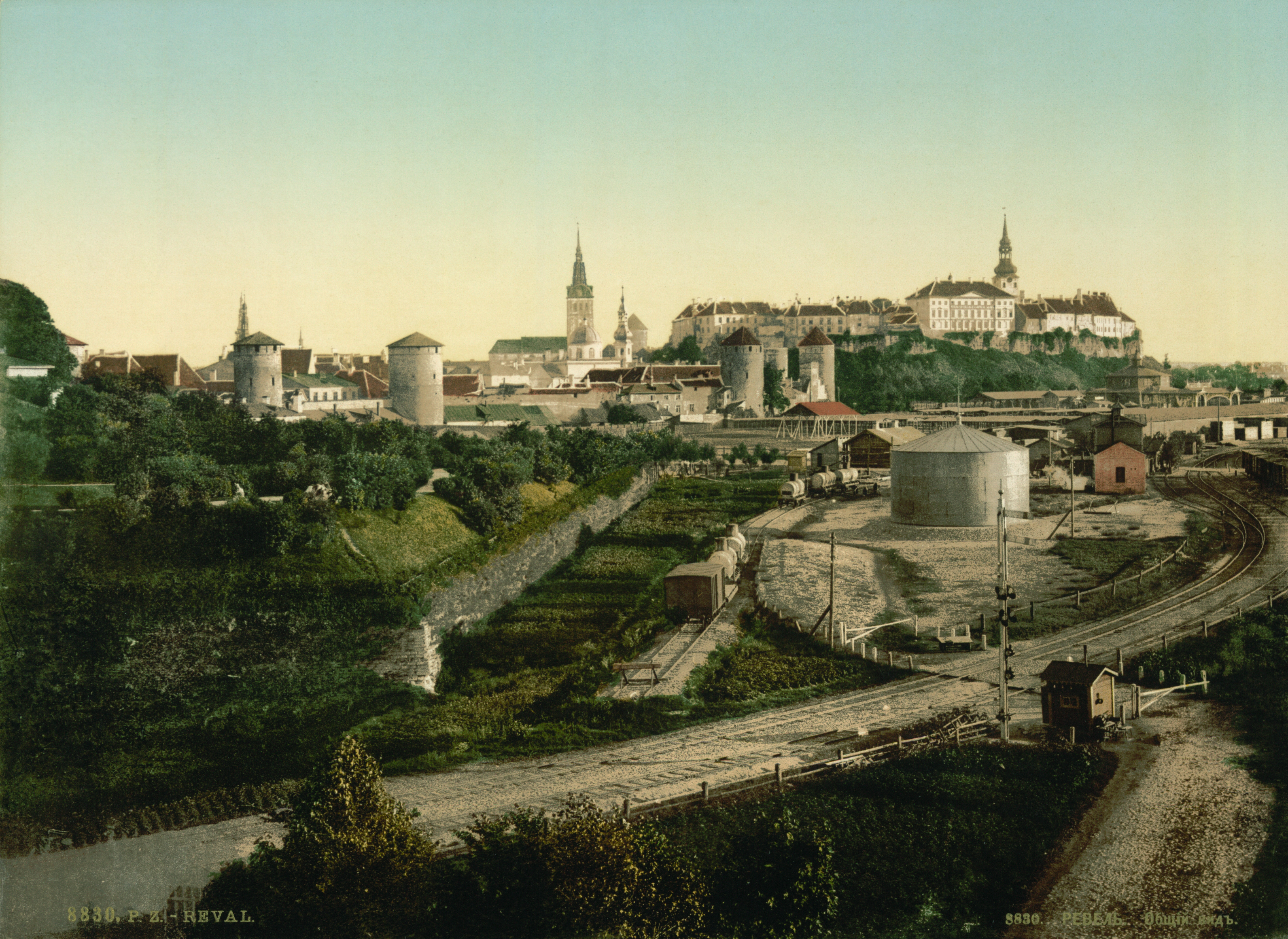
Ревель, 1890-1894 гг.
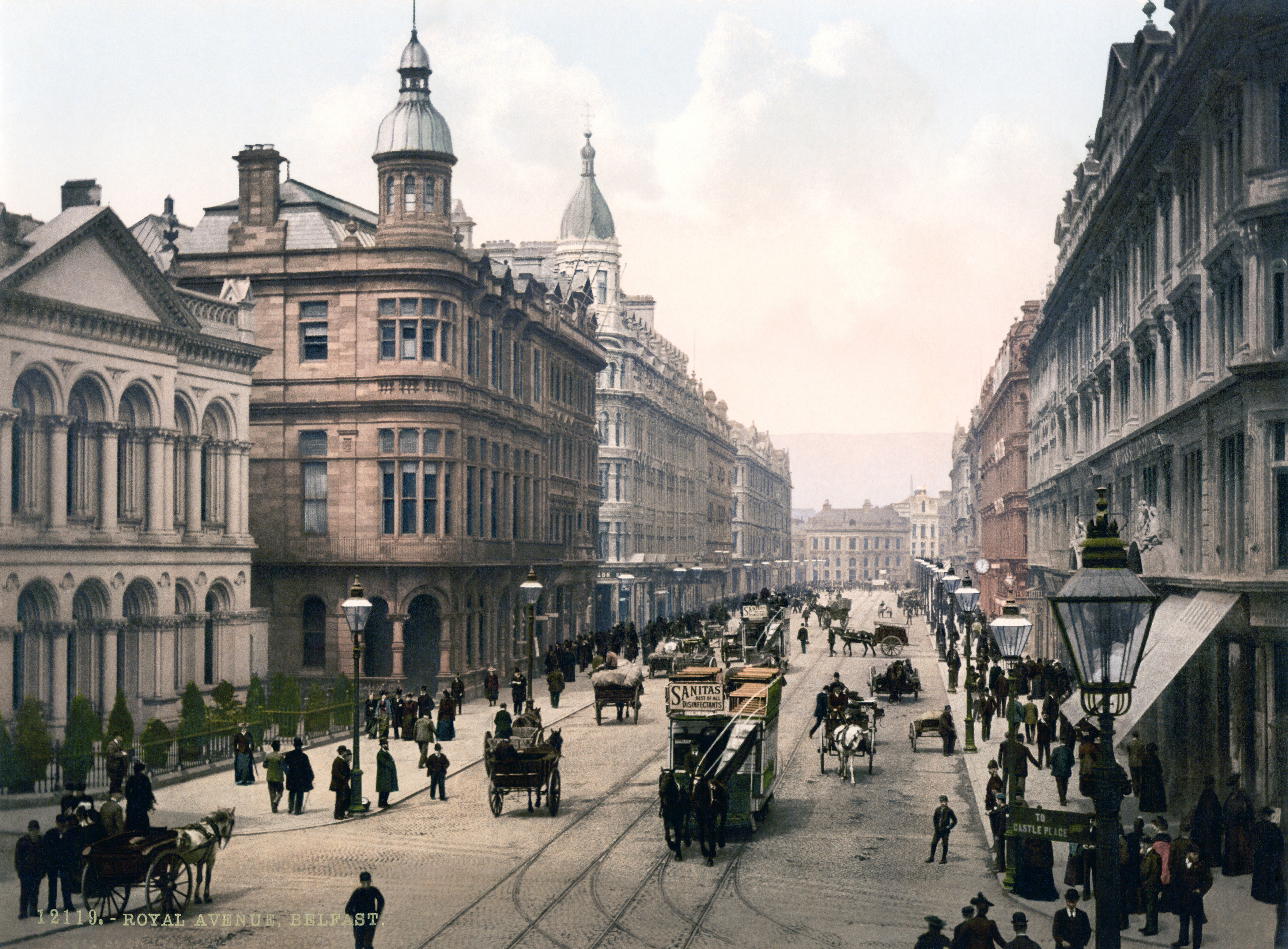
Белфаст, Ройал Авеню, 1898 год
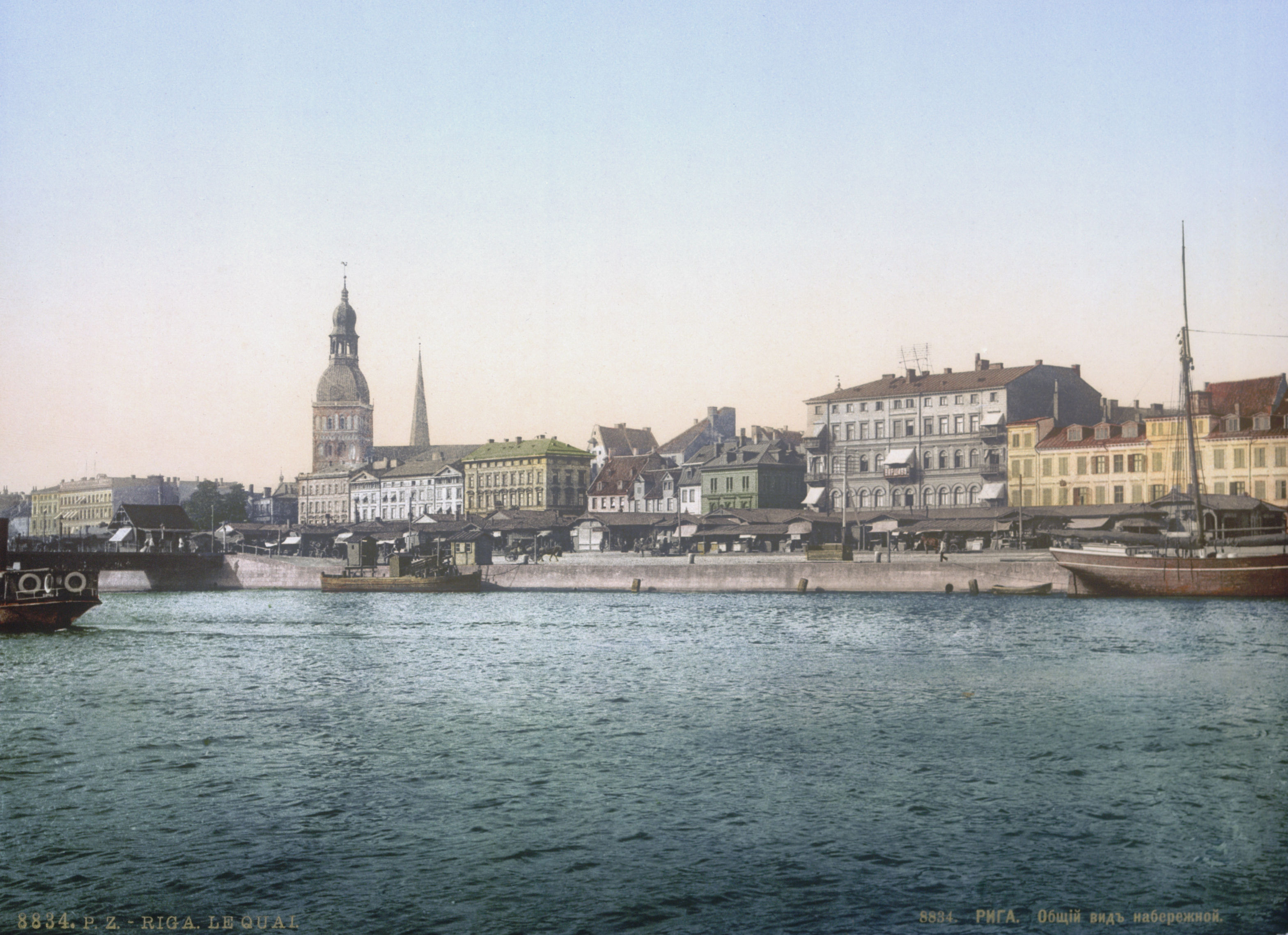
Рига в 1896 году. Фотохром Петра Павлова
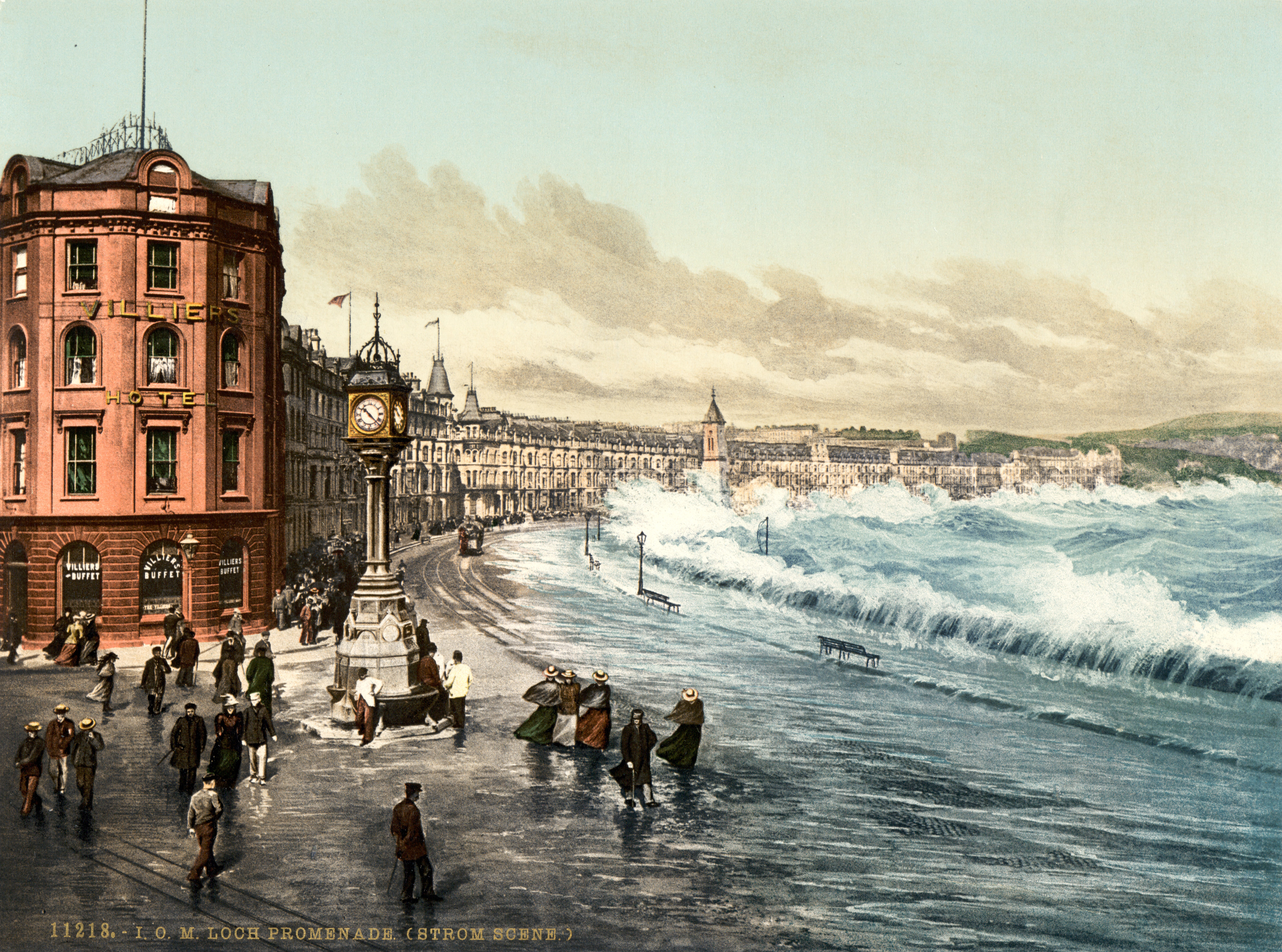
Дуглас, 1890-е гг
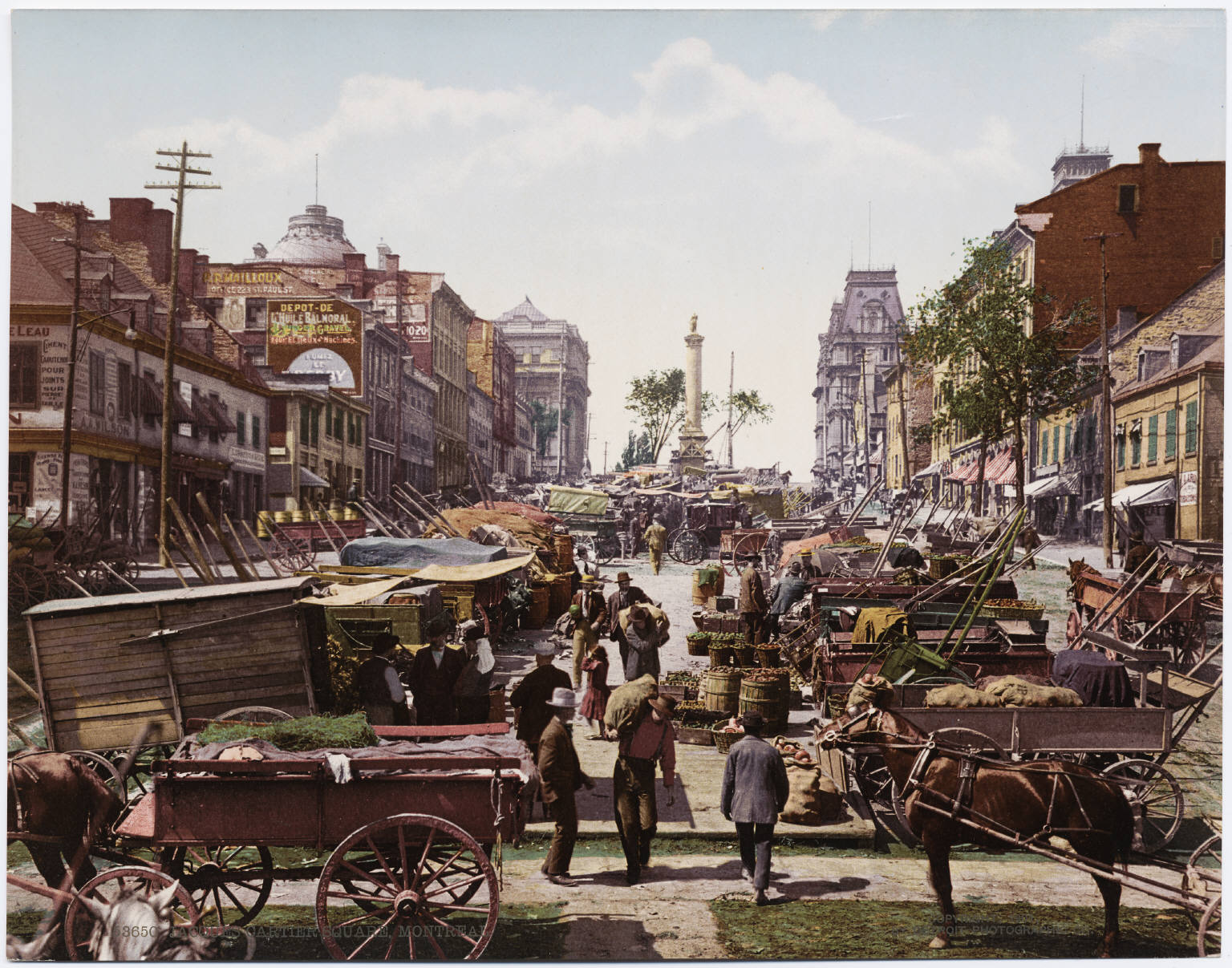
Монреаль, Площадь Жака Картье, 1901 год
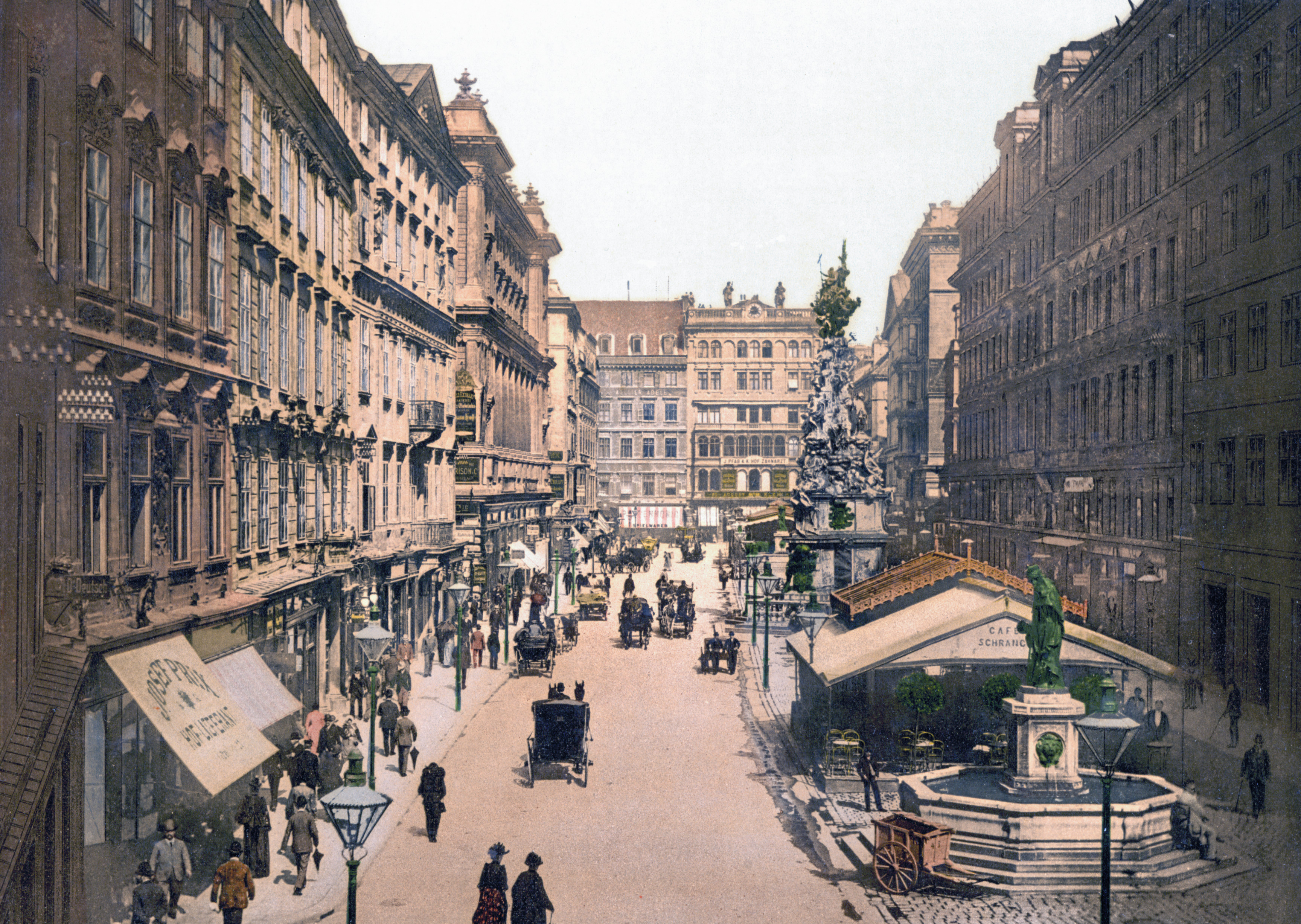
Вена, Грабен, около 1900 года
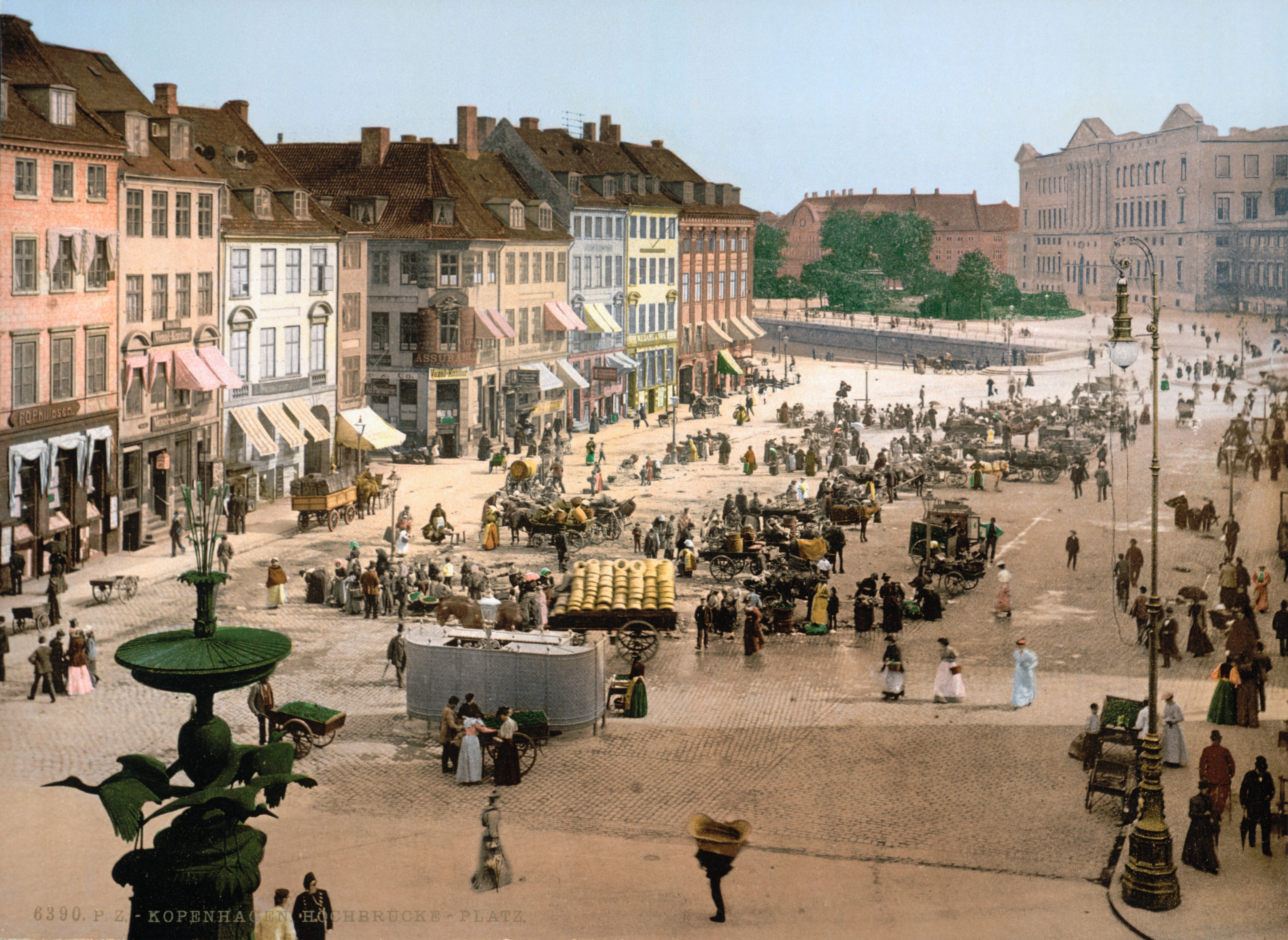
Копенгаген, 1890-е гг